# 심신
심신(沈信, 1967년 7월 29일 ~ )은 대한민국의 가수이다.
대전광역시 출생으로, 1990년 발라드곡 〈그대 슬픔까지 사랑해〉를 발표하며 가요계에 데뷔하였다. 이후 〈오직 하나뿐인 그대〉 〈욕심쟁이〉 〈성격차이〉 〈갈망〉과 같은 빠른 템포의 노래들로 정상의 인기를 누렸다. 그러나 두 번에 걸친 대마초 사건으로 활동을 중단했다. 2003년 KBS 주말드라마 《보디가드》 OST <쿨하게>를 불러 화제를 모았고, 2007년 발라드 <그림자>로 가요계에 복귀했다.

## 생애
심신은 1967년 대전광역시 중구 부사동에서 3남 중 장남으로 태어났다. 심신과 음악의 인연은 오래전으로 거슬러 올라가 어린이 합창단에 입단하는 것으로 시작된다. 소년은 대전의 선화초등학교에 재학하면서 4학년 때 학생 밴드부에 가입한다. 밴드를 하면서 베릴라라는 악기를 처음 연주하게 되었고 성악에 대한 관심은 더욱 커지게 되었다. 중학교에 올라가서는 이탈리아의 테너(tenor) 마리오 린자가 부르는 노래를 듣고 감명을 받아 오페라 가수의 꿈을 가지기도 했었다. 이후 성악을 전공하기 위해 서울예술고등학교 진학을 목표로 삼았지만, 집안의 반대로 예술고등학교가 아닌 대전 상업고등학교로 진학하게 되면서 음악 정체성이 바뀌게 된다. 학교 축제 때 그룹사운드 선배의 공연을 보게 된 심신은 이때부터 본격적으로 록 음악에 심취하게 되었고, '버닝 스톤즈(Burning Stones)'라는 스쿨 밴드에 들어가 베이스 연주를 하면서 처음으로 기타를 잡게 되었다.
차근차근 실제 무대 경험을 쌓아 올린 심신은 1986년 대학에 진학하면서 6인조 하드 록 밴드인 '외인부대'의 보컬로도 활동하게 된다. 멤버들과 대전, 논산, 청주 등의 클럽 무대에서 음악적 역량을 키우고 이름을 알리지만, 집안에서는 음악에 대한 반대가 심해 잦은 갈등을 겪었다. 가출하고 아버지에게 붙잡혀 돌아오기를 반복하면서도 심신은 음악에 대한 열정을 놓지 않았다.
상경 후 심신은 ‘위대한 탄생’의 김택환 씨가 이끄는 팀에 합류하지만, 두 달도 되지 않아 팀이 분산되어 가수 활동이 난관에 봉착한다. 그러다 세종 호텔 나이트에서 노래하는 심신을 본 박수창 씨에 의해 '바람과 구름'의 리드 보컬로 발탁되면서 명동을 중심으로 활동 영역을 넓혀 나갔다.
음악적 활동과 더불어서 '코오롱 자스민'의 모델로 발탁되어 본격적으로 패션모델로서 활동하기도 했다. 8등신의 키와 커다란 눈, 호남형의 얼굴로 주목받으며, 이종원, 김응석, 심혜진, 이응경 등과 모델계의 떠오르는 샛별로서 이름을 알렸다.
단기 사병 근무 중 대전시 유성구에 위치한 클럽에서 음반사 담당자의 눈에 띄게 된 심신은 1990년 10월 팝 발라드곡 '그대 슬픔까지 사랑해'로 데뷔하게 된다.
심신은 홍콩 스타 주윤발, 장국영, 유덕화와 견주어도 손색없는 아우라를 풍기며 혜성처럼 등장했다. 데뷔곡의 히트로 대중에게 이름을 알린 그는 신승훈, 윤상, 이승환, 김경호 등과 발라드 트로이카를 형성하며 가요계에 새로운 스타의 등장을 화려하게 각인시켰다.
이후 심신은 빠른 템포의 후속곡인 ‘오직 하나뿐인 그대’로 선풍적인 인기를 끌며 10대의 우상으로 급부상했다. 당시 보편적인 발라드 문법에서 벗어난 노래 ‘오직 하나뿐인 그대’는 어린 시절부터 심신이 가지고 있던 록 음악에 대한 갈증을 풀어냄과 동시에 그가 가진 고유의 매력을 돋보이게 해준 명곡이었다.
186cm의 큰 키와 조각 같은 얼굴, 노래 실력까지 겸비한 심신에게 수많은 여성들의 관심이 쏠리는 건 당연해 보였다. 한 가요 프로그램에서 짙은 색 선글라스를 쓰고 스탠딩 마이크를 잡은 모습은 ‘로큰롤의 황제’ 앨비스 프레슬리를 연상케 했으며, 수려한 외모와 가창력, 무대를 압도하는 카리스마는 청소년들에게 열광적 반응을 이끌며 당시 발라드가 주류를 이루었던 국내 가요시장에 새 바람을 일으켰다.
꽃미남이라는 수식어가 잘 어울리던 그가 무대 위에서 만큼은 마초적인 매력을 뿜어냈다. 대중을 사로잡는 반전 포인트였다.
그가 긴 다리를 흔들며 ‘그대여’를 외칠 때면 전국의 소녀 팬은 열광했다. 즐겨 입던 롱코트와 선글라스는 새로운 패션문화를 선도하며 전국에 유행처럼 확산되었다.
특히 노래의 간주에 맞춰 추던 쌍권총 춤은 영화 《영웅본색》의 주윤발을 연상케 하였다. 심신의 패션, 춤, 퍼포먼스, 노래 등 모든 것이 유행이 되었다. ‘심신 신드롬’은 그렇게 시작되었다.
〈오직 하나뿐인 그대〉는 다운 타운 차트에서 11주 연속 1위를 차지하며 91년 여름을 화려하게 장식하는 것을 시작으로 모든 방송사와 신문사의 신인상은 그에게 낙점되었다. 그 당시에는 한 곡이 계속 1위를 차지할 수 있는 장기집권이 가능했기에 MBC 《여러분의 인기가요》에서는 91년 8월 9일부터 10월 4일까지 음악방송 8주 연속 1위라는 당시 데뷔 신인 최다 연속 1위 신기록을 달성하였다. 그 위엄은 가왕 조용필마저 꺾을 정도였다. 음악방송 신인 최다 연속 1위 신기록은 다음해인 92년 6월 12일부터 8월 21일까지 10주 연속 1위를 기록한 서태지와 아이들에 의해 깨진다. 이렇듯 MBC 여러분의 인기가요에서는 최고로 화려했으나 KBS 《가요톱10》에서는 이상우와 신승훈에 밀려 통산 5주 1위 (3주 연속 1위)에 그쳐 5주 연속 1위에게만 수여하는 골든컵은 타지 못 한다. 그러나 지금처럼 음악방송이 많은 시절이 아닌 겨우 두 음악방송에서 13관왕을 차지했다는 것은 정말 대단한 기록이 아닐 수 없다. 아쉽게도 SBS 음악방송은 1991년 12월에 처음 생긴다. SBS 음악방송이 91년 7월부터 생겼다면 심신은 25관왕 이상도 기록했을 것이다. 케이블 음악방송은 1995년에야 처음 생긴다.
〈그대 슬픔까지 사랑해〉에 이어 〈오직 하나뿐인 그대〉가 연달아 히트하면서 심신은 같은 대전 출신 가수였던 신승훈을 누르고 《KBS 가요대상》에서 〈신인 가수상〉을, 《MBC 10대 가수 가요제》에서는 〈10대 가수상〉을 수상했다. 그해의 가요 대상을 받을 수 있을 정도로 최고의 인기를 누렸지만, 신인인 탓에 신인상과 본상으로 만족해야 했다. 또한 그해 한국 갤럽에서 발표한 인기도 조사에서 압도적인 1위를 거두었다. 1991년은 명실상부 심신의 해였다. 심신이 대한민국 가요계에 큰 획을 긋는 순간이었다.
심신은 ‘오직 하나뿐인 그대’의 빅히트 기세를 이어 기타 사운드가 주가 되는 2집 앨범 <친구도 될 수 없잖아>를 발매한다. 92년도에는 MBC 베스트극장 《열정 시대》에 출연하며 당대 최고 가수임을 입증하고, 그 뒤에 공개한 복고풍의 록 장르가 가미된 노래 ‘욕심쟁이’로 다시 한 번 주목을 받는다. 기존에 그의 트레이드마크라고 할 수 있었던 권총 춤과 더불어 ‘한 발 두 발 춤’이 포인트 안무가 되었다. 의상 또한 블랙으로 통일시켜 팬들로 하여 강렬한 느낌을 주었다. 심신은 가죽 재킷을 유행시키고, 대한민국 패션 중심지였던 명동의 유행을 주도하기도 했다.
《욕심쟁이》는 드라마와 예능에서도 자주 등장할 만큼 대중들에게 많은 사랑을 받게 된다. 1992년 최민수가 출연했던 국민 드라마 《사랑이 뭐길래》의 극 중 '지은이 할머니' 역을 맡았던 사미자가 TV에 나오는 심신을 보고 오빠라 칭하며 노래를 따라 부를 정도로 높은 인지도를 보였다. 이후 개그맨 유세윤이 MBC 《황금어장 무릎팍 도사》에서 '욕심쟁이 우후훗'이라는 유행어를 남기며 오래도록 회자되었다.
이처럼 가요계에서 록 음악이 대중적 인기를 얻었던 것은 1970년대 신중현의 '미인', 1980년대 산울림과 윤수일 이후 10여 년 만에 있는 일이었다. 학교 앞에서도 심신의 얼굴이 새겨진 책받침과 브로마이드가 불티나게 팔려 나갔다. 이를 알아본 광고와 영화계에서 수많은 러브콜을 보냈고, 역대 최고 수준의 개런티를 받으며 현대약품의 CF 모델이 되었다.
하지만 한창 인기 절정이던 심신은 동료 여가수와의 열애 사실이 언론을 통해 기사화되면서 뜨거운 감자가 된다. "동료 가수일 뿐이다"라는 심신의 입장 표명에도 불구하고 계속해서 각종 루머에 시달리게 된다. 그 여파로 후속곡 '성격 차이'는 차트에서 이전만큼 좋은 성적을 거두지는 못했다. 그 뒤 공개한 ‘성격 차이 2’는 음악방송 차트 상위권에 진입 하면서 인기 반전에 성공하는 듯 보였지만 곡의 히트보다도 스캔들이 더 쟁점이 되면서 활동에 고초를 겪었다. 그 후 '아픔이 노래가 되어' '미처 생각을'을 끝으로 돌연 활동 중단을 선언했다.
1993년에는 6개월간의 노력 끝에 3집 <Rock &Roll Is Music Now>를 공개했다. 당시 신예 작곡가였던 주영훈과 미국에서 기획하고 만든 앨범이었다. 기존의 스캔들이 확대해석 되는 것에 대해 우려도 있었지만, 강한 비트의 하드락 장르 곡인 '갈망'으로 인기가 건재함을 증명했다.
이어 <심신과 FF밴드>를 결성, 처음으로 아카펠라를 시도한 '내가 처음 사랑했던 그녀'로 활발한 활동을 이어갔다. 그 후 콘서트를 성황리에 끝마친 심신은 이듬해인 1994년 KBS 드라마 《인간의 땅》에 출연하며 연기자로서의 재능을 인정받고 활동 범위를 차츰 늘려간다. 1995년도에는 MBC 삼일절 특집극 《노래 만들기》에서 주연배우로 캐스팅되며 인기가수 한요섭역으로 대중들의 기대를 모았다.
그러던 중 1995년 2월 대마초 상습 흡연 혐의로 구속되면서 연예 활동의 큰 위기를 맞는다. 평소 알고 지내던 카오디오 대표의 구속으로 출연작 ‘노래 만들기’의 첫 촬영장에서 갑작스레 연행되는 불운을 맞았다. 그는 인터뷰에서 '단순한 호기심으로 피웠다'며 깊은 반성의 마음을 전하기도 했다.
1996년에는 이화여대를 졸업한 외교관 딸 이은혜와 결혼하였는데, 결혼식은 당시 충남도지사였던 심대평 도지사가 주례를 섰고, 당시 심은하와 함께 최고 인기 여배우였던 전도연이 사회를 봤으며, 수많은 유명 연예인들이 참석했다. 결혼과 동시에 호주로 떠나 유학 생활을 시작하였다. 호주에서의 생활은 그에게 새롭게 인생을 시작할 수 있는 발판이 되어 주었다. 골드코스트와 멜버른 등을 오가며 현지 연주자들과 재즈바에서 음악적 견문을 닦았다. 주말에는 아내와 함께 교회에 다니며 찬송가를 불렀다. 결혼 생활에도 안정이 찾아왔다. 가장 자유롭고 평온했던 시기였다.
그렇게 2년여를 호주에서 보낸 심신은 1998년 한국으로 돌아왔다. 그 당시 한국의 IMF 금융 위기와 맞물려 후원자를 찾지 못했던 신예 그룹 <문트라이브>의 김영, 유태진, 김지훈과 함께 의기투합하며 4집 앨범 <Dejavu>를 발표했다. 심신이 직접 디렉팅에 참여할 정도로 야심 차게 준비한 앨범이었지만 안타깝게도 소속사와의 마찰로 인해 조기 사장되는 아픔을 겪어야 했다. 그러나 심신은 포기하지 않고 2001년 동아기획을 통해 5집 <리베로>를 발매했다. 지난 <Dejavu>의 전곡을 재수록 하고 앨범명과 곡명을 바꿔 재발매한 것이다. 그러나 심신에게는 또 한 번 대마초 구속이라는 역경이 찾아온다.
심신은 좌절하지 않았다. 그에게 기회가 찾아온 것이다. 2003년 KBS 주말드라마 《보디가드》가 흥행하면서 OST로 삽입된 심신의 곡 '쿨하게'도 인기를 끌며 재기의 발판을 마련했다. 이후에는 미국 시애틀로 건너가 재즈 음악을 공부했다. 이 때, 딸 키스 오브 라이프 벨이 태어났다. 2007년에는 방송 해금과 동시에 발라드 '그림자'를 발표했다. 차트에서 인기를 끌지는 못했지만 남성들의 애창곡으로 자리 잡으며 그만의 음악 세계를 구축할 수 있는 계기가 되었다. 2009년 발표한 '내 사랑 영순'은 tvN의 인기드라마 《막돼먹은 영애씨》의 OST로 삽입되었다. 공연을 통해 꾸준히 팬들과의 만남을 이어갔고, 2011년 4월에는 심신 특유의 애절하고 허스키한 보이스가 잘 드러나는 발라드 '아프다'를 선보였다.
2013년에는 심신의 3집 앨범 수록곡인 '내가 처음 사랑했던 그녀'가 영화 《미나 문방구》에서 두 가지 버전으로 리메이크되었다. 이는 대중에게 가수 심신을 또 한 번 각인시키는 기회가 되었다. 최근에는 중국 진출설이 들려오면서 다시 팬들의 기대를 받고 있다.
최고의 인기 스타에서 진정한 가수로의 행보를 이어가고 있는 심신. 지치지 않고 끝없이 도전하는 그이기에 가수 심신이 보여줄 또 다른 음악 세계가 기다려진다.
딸 벨이 멤버로 있는 걸그룹 KISS OF LIFE가 2024년 7월 9일 SBS M 더 쇼에서 데뷔 첫 1위를 수상하며 부녀가 음악방송에서 1위를 수상한 보기드문 진기록을 세웠다. 아버지 심신이 1991년 8월 7일 KBS 가요톱텐에서 데뷔 첫 1위를 수상한지 무려 33년만에 딸도 음악방송에서 1위를 수상한 것이다.

## 주요 히트곡

### 1집 데뷔 앨범
- 그대 슬픔까지 사랑해 (1991년, 1집 데뷔앨범) : KBS 가요톱텐 3위, MBC 여러분의 인기가요 4위, 뮤직박스(음반차트) 5주 연속 1위

- 오직 하나 뿐인 그대 (1991년, 1집 데뷔앨범) : KBS 가요톱텐 통산 5주 1위, MBC 여러분의 인기가요 8주 연속 1위 (당시 데뷔 신인 역대 최장 기간), 다운타운 인기차트 11주 연속 1위, 전국 DJ 연합회 8주 연속 1위, 1991년 연간 방송횟수 1위, 1991년 최고의 인기곡으로 선정, 1991년 KBS 연예가중계 '올해의 가수 1위(대상)' 선정

- 앨범판매량 : 118만장 (연간 2위)

### 2집 앨범
- 욕심쟁이 (1992년, 2집 앨범) : KBS 가요톱텐 1위 후보(2위), SBS 인기가요 1위 후보(2위), MBC 여러분의 인기가요 3위(댄스곡 부문 1위), 전국 DJ 연합회 2주 연속 1위

- 성격차이 (1992년, 2집 앨범) : KBS 가요톱텐 9위, SBS 인기가요 7위

- 앨범판매량 : 90만장

### 3집 앨범
- 갈망 (1993년, 3집 앨범) : KBS 가요톱텐 12위, SBS 인기가요 9위

- 내가 처음 사랑했던 그녀 (1993년, 3집 앨범) : KBS 가요톱텐 12위, MBC 여러분의 인기가요 14위

### 4집 앨범
- 리베로 (2001년, 4집 앨범) : KMTV 뮤직비디오 부문 12위 (한류를 느낄 수 있는 좋은 곡)

### OST
- 쿨하게 (2003년, KBS 드라마 《보디가드》 OST) : 각종 음원차트와 모바일 차트 10위권 진입 (2001년도의 불미스러운 사건으로 KBS 금지곡으로 묶여 지상파 순위에서는 제외됨)

- 내사랑 영순 (2009년, tvN 《막돼먹은 영애씨》 OST)

- 내가 처음 사랑했던 그녀 (2013년, 영화 《미나문방구》 OST)

### 디지털 싱글 앨범
- 그림자 (2007년, 디지털 싱글 앨범) : 음반차트 실시간 1위 기록, 30대 남성 직장인 애창곡 1위, 주점과 노래방 애창곡 1위, 온라인 최고의 애창곡

## 학력
- 대전상업고등학교 상업과 (졸업)(86년)
- 우송공업대학 공업디자인과 (중퇴)

## 음반 목록

### 정규앨범
- 1990년 1집 <그대 슬픔까지 사랑해>
- 1992년 2집 <친구도 될 수 없잖아>
- 1993년 3집 <Rock & Roll Is Music Now>
- 1998년 4집 <De Ja-Vu>
- 2001년 5집 <리베로>

### 비정규앨범
- 2007년 <Body And Soul With You>
- 2009년 <내사랑 영순>
- 2011년 <아프다> <I Love You>
- 2012년 <Dream In Love>
- 2013년 <Kiss In The Dark>
- 2014년 <처음 그날처럼>
- 2015년 <당신을 아껴주세요>
- 2016년 <Rainy Blue> <사랑할게요>
- 2017년 <너의 고민들>
- 2018년 <Shall we dance>
- 2024년 <이 밤>

### OST
- 2003년 KBS2TV 《보디가드》 <쿨하게>
- 2009년 tvN 《막돼먹은 영애씨》 <내사랑 영순>
- 2013년 영화 《미나문방구》 <내가 처음 사랑했던 그녀>[16][17]
- 2018년 SBS 《착한마녀전》 <Always>[18]

## 출연작

### 드라마
- 1992년 MBC 《베스트극장》 - 톱가수 역
- 1994년 KBS2 수목드라마 《인간의 땅》 - 샤샤 김 역
- 2010년 tvN 금요드라마 《막돼먹은 영애씨 6》 - 아줌마의 우상 역 (특별 출연)
- 2010년 KBS1 농촌드라마 《산 너머 남촌에는》 - 노래강사 역 (특별 출연)

### 영화
- 1987년 화려한 변신 - 조연

### 방송
- 1991년 MBC 《일밤》
- 1991년 KBS2 《토요대행진》
- 1991년 MBC 《여기 젊음이》
- 1991년 KBS2 《젊음의 행진》
- 1991년 KBS2 《한낮의 공개쇼》
- 1991년 MBC 《우리들의 노래》
- 1991년 MBC 《우정의 무대》
- 1991년 MBC 《퀴즈여행 달려라 지구촌》
- 1991년 MBC 《내고향 좋을씨고》
- 1992년 MBC 《즐거운세상》
- 1992년 MBC 《토요일 토요일은 즐거워》
- 1992년 MBC 《가요초대석》
- 1992년 MBC 《92 한마당 통일 큰잔치》
- 1992년 KBS2 《한바탕 웃음으로》
- 1992년 MBC 《MBC 일요큰잔치》
- 1992년 KBS1 《여의도 공개홀》
- 1993년 KBS2 《폭소대작전》
- 1993년 KBS2 《독점 여성정보》
- 1992년 MBC 《유쾌한 스튜디오》
- 1993년 MBC 《고정관념을 깨자》
- 1993년 MBC 《주부 환상특급》
- 1993년 KBS2 《쇼 파노라마》
- 1993년 SBS 《웃으면 좋아요》
- 1993년 SBS 《대결 20/40》
- 1994년 SBS 《올스타 비디오 퀴즈》
- 1994년 MBC 《도전 추리특급》
- 2001년 KBS1 《체험 삶의 현장》 - 수타 짜장 파티 편
- 2008년 KBS1 《가족오락관》 - 게스트
- 2009년 KBS1 《TV는 사랑을 싣고》
- 2012년 JTBC 《박경림의 오! 해피데이》
- 2012년 MBC 《세바퀴》
- 2013년 엠넷 《비틀즈 코드 시즌2》
- 2013년 채널A 《웰컴 투 시월드》
- 2013년 KBS2 《세대공감 토요일》
- 2013년 SBS 《자기야 백년손님》
- 2014년 SBS 《도전 1000곡》
- 2013년 OBS 《콘서트 고백》
- 2014년 채널A 《스타 패밀리 송》
- 2016년 MBC 《미스터리 음악쇼 복면가왕》 - 감성폭발 주전자 신사
- 2019년 MBC 《다시 쓰는 차트쇼 지금 1위는》[19][20]
- 2019년 KBS2 《뮤직셔플쇼 더 히트》
- 2019년 KBS1 《TV는 사랑을 싣고》
- 2022년 TV조선 《화요일은 밤이 좋아》 - 29회

### 광고
- 1993년 현대약품 '미에로화이바' CF

### 뮤지컬
- 2008년 《줌데렐라》 - 인기가수 역[21]
- 2016년 《부용지애》 - 허도령 역

### 홍보대사
- 2013년 제16회 보령머드축제 홍보대사[22]

## 수상 내역
- 1991년 KBS 가요대상 신인상
- 1991년 MBC 10대 가수가요제 10대 가수상(본상)
- 1991년 제2회 서울가요대상 신인상
- 1991년 제6회 골든디스크상 신인상
- 1991년 KBS 연예가중계 올해의 가수상(대상)
- 1992년 제1회 다운타운 가요대상 10대 가수상(본상)
- 1992년 제3회 서울가요대상 우수상(본상)
- 1992년 라인CC주최 백조상 베스트드레서상

### 음악방송 프로그램 1위[23][24]
| 연도             | 수상 내역 (총 13회) |
| ---------------- | --- |
| 1991년 (총 13회) | - 오직 하나뿐인 그대 (총 13회) - 8월 7일 KBS 《가요톱텐》 1위 (음악방송 첫1위, 가요톱텐 첫 1위) - 8월 9일 MBC 《여러분의 인기가요》 1위 (여러분의 인기가요 첫1위) - 8월 16일 MBC 《여러분의 인기가요》 1위 (2주 연속) - 8월 23일 MBC 《여러분의 인기가요》 태풍 뉴스 보도 결방 - 8월 28일 KBS 《가요톱텐》 1위 (통산 2주) - 8월 30일 MBC 《여러분의 인기가요》 1위 (3주 연속) - 9월 4일 KBS 《가요톱텐》 1위 (2주 연속, 통산 3주) - 9월 6일 MBC 《여러분의 인기가요》 1위 (4주 연속) - 9월 11일 KBS 《가요톱텐》 1위 (3주 연속, 통산 4주) - 9월 13일 MBC 《여러분의 인기가요》 1위 (5주 연속) - 9월 20일 MBC 《여러분의 인기가요》 1위 (6주 연속) - 9월 25일 KBS 《가요톱텐》 1위 (통산 5주) - 9월 27일 MBC 《여러분의 인기가요》 1위 (7주 연속) - 10월 4일 MBC 《여러분의 인기가요》 1위 (8주 연속) |

## 같이 보기
| - 심은하 - 강수지 - 김완선 - 김지애 - 김혜수 - 김혜선 - 김희선 - 김민희 - 전도연 - 노사연 - 원미연 - 양수경 - 하수빈 - 이선희 - 이상은 - 바다 - 백지영 - 원더걸스 - 신성우 - 이덕진 - 조용필 - 심대평 - 심수봉 | - 심형래 - 최민수 - 김경호 - 신승훈 - 윤상 - 이범학 - 김건모 - 엄정화 - 서태지 - 남진 - 박남정 - FT아일랜드 - 유세윤 - 이경규 - 노이즈 - 설운도 - 김정수 - 이상우 - 변진섭 - 신해철 - 이승철 - 이승환 - 주영훈 - 벨 |